# Cucerdea
Cucerdea je rumunská obec v župě Mureș.  Žije zde přibližně 1 300 obyvatel. Obec se skládá ze tří částí.

## Části obce
- Cucerdea – 637 obyvatel
- Bord – 112 obyvatel
- Șeulia de Mureș – 544 obyvatel